# Třeboutice
Třeboutice jsou vesnice, část obce Křešice v okrese Litoměřice. Nachází se asi 2 km na západ od Křešic, na pravém břehu řeky Labe při ústí Lučního potoka; východně od vesnice se vypíná vrch Křemín (244 m). Prochází zde silnice II/261. V roce 2009 zde bylo evidováno 57 adres. V roce 2011 zde trvale žilo 120 obyvatel.
Třeboutice je také název katastrálního území o rozloze 1,93 km².

## Historie
Nejstarší písemná zmínka pochází z roku 1057.

## Obyvatelstvo
|           | 1869 | 1880 | 1890 | 1900 | 1910 | 1921 | 1930 | 1950 | 1961 | 1970 | 1980 | 1991 | 2001 | 2011 |
| --------- | ---- | ---- | ---- | ---- | ---- | ---- | ---- | ---- | ---- | ---- | ---- | ---- | ---- | ---- |
| Obyvatelé | 331  | 309  | 290  | 289  | 392  | 320  | 311  | 210  | 164  | 166  | 156  | 114  | 106  | 120  |
| Domy      | 63   | 63   | 63   | 59   | 58   | 58   | 61   | 59   | 45   | 43   | 46   | 51   | 54   | 56   |

## Pamětihodnosti
- Na západním okraji vesnice se nachází areál s památkově chráněnou hospodářskou budovou bývalého zámku. Samotný třeboutický zámek postavený ve druhé polovině osmnáctého století byl zbořen v roce 1985.[7][8]
- Sousoší Panny Marie, sv. Felixe a sv. Václava